# ギ・ステファン
ギ・ステファン（Guy Stéphan、1956年10月17日 - ）は、フランス・プルミリオー出身の元サッカー選手、現サッカー指導者。現役時代のポジションはFW。2012年よりディディエ・デシャンのアシスタントコーチとしてフランス代表で指導にあたっている。

## 経歴
現役時代は主にディビジョン・ドゥに所属していたクラブでプレーした。EAギャンガンでプロキャリアをスタートさせ、3シーズンで2部通算95試合30得点という記録を残し、スタッド・レンヌへ移籍するが、その後は2部のクラブを転々とした。1986-87シーズン終了後にSMカーンで現役を終えている。
現役引退後すぐにSMカーンからBチームの監督を務めることを提案され、ステファンは指導者としての道へ進んだ。1989-90シーズンから監督として指揮していたFCアヌシーではディビジョン・ドゥに昇格して間もないクラブを3シーズン連続で残留させた手腕を買われ、1992年にオリンピック・リヨンの監督だったレイモン・ドメネクからアシスタントコーチとして勧誘された。
1998 FIFAワールドカップ終了後、フランス代表の指揮を執ることとなったロジェ・ルメールのアシスタントコーチに就任すると、UEFA EURO 2000とFIFAコンフェデレーションズカップ2001優勝を経験した。
2002年10月、監督として再び独り立ちすることを決意し、セネガル代表監督に就任した。自身初のメジャー大会となったアフリカネイションズカップ2004では、グループステージこそ突破したもののベスト8で後にこの大会を優勝するチュニジア代表に敗れ、大会終了後に退任した。
2009年5月、ディディエ・デシャンのアシスタントコーチとしてオリンピック・マルセイユに加入。3年後の2012年7月にデシャンがフランス代表監督へ抜擢されると、ステファンもこれに続き、UEFA EURO 2016準優勝や2018 FIFAワールドカップ優勝、2022 FIFAワールドカップ準優勝など数多くの大舞台を経験している。

## 人物
実子のジュリアン・ステファンも同じく元サッカー選手でありながら指導者としても活躍しており、2021年から2年間はリーグ・アンに所属していたRCストラスブールの監督を務めていた。